# Caracazo
Caracazo va ser la revolta popular que tingué lloc a Caracas (Veneçuela) el 27 de febrer de 1989 contra el pla de xoc dictat pel Fons Monetari Internacional. L'increment del preu dels transports públics va ser el detonant de les mobilitzacions.
El president Carlos Andrés Pérez va reprimir la revolta ordenant a l'exèrcit la seva dissolució a trets i causant entre 300 i 3000 morts, segons les fonts.